# Enrique de la Cuadra
Enrique de la Cuadra y Gibaxa (Utrera (Sevilla), 19 de marzo de 1842 - 11 de noviembre de 1894) fue un político, empresario y mecenas español. Fue miembro del Partido Liberal, alcalde de la ciudad de Utrera en 1874, miembro electo del Congreso de los Diputados en la legislatura 1876-1878 y senador por la provincia de Córdoba en los periodos 1884-1885 y 1885-1886. El papa León XIII le concedió el título de marqués de Gibaja, y la reina regente María Cristina de Habsburgo-Lorena el marquesado de San Marcial el 6 de mayo de 1892.

## Biografía
Fue hijo de Clemente de la Cuadra y Gibaxa y de María Teresa Gibaxa y López-Doriga. Su padre había emigrado a  América desde su Cantabria natal, estableciéndose en México  donde sus actividades comerciales, ganaderas y mineras le reportaron una gran fortuna, regresó a España  después de la batalla de Ayacucho de 1825 y se estableció en Utrera. Su madre falleció cuando contaba dos años de edad, por lo que fue criado por una hermana de su padre que residía en Santander. Estudió en un centro docente de la Orden Jesuita en Santander y más adelante derecho en Nantes y Bélgica. En 1860 recibió una importante herencia procedente de su tío Simón de Gibaxa, su posición económica mejoró aun más tras contraer matrimonio con Marciala Sainz de la Maza y Gómez de la Puente hija de un indiano montañes que al igual que su padre había hecho una gran fortuna en México. Tras el fallecimiento de su padre en 1873, quedó en posesión de más de 5000 hectáreas de terrenos rústicos ubicados en Utrera, Alcala de Guadaira, Lebrija, Los Molares y Morón de la Frontera, así como acciones de minas en el real de Catorce, una parte importante de la Casa de la Moneda de San Luis de Potosí y otras propiedades en Cantabria.
Como empresario creó una sociedad para la explotación del olivar, promoviendo innovaciones técnicas con las que obtuvo una mención honorífica en la Exposición Universal de Viena (1873).

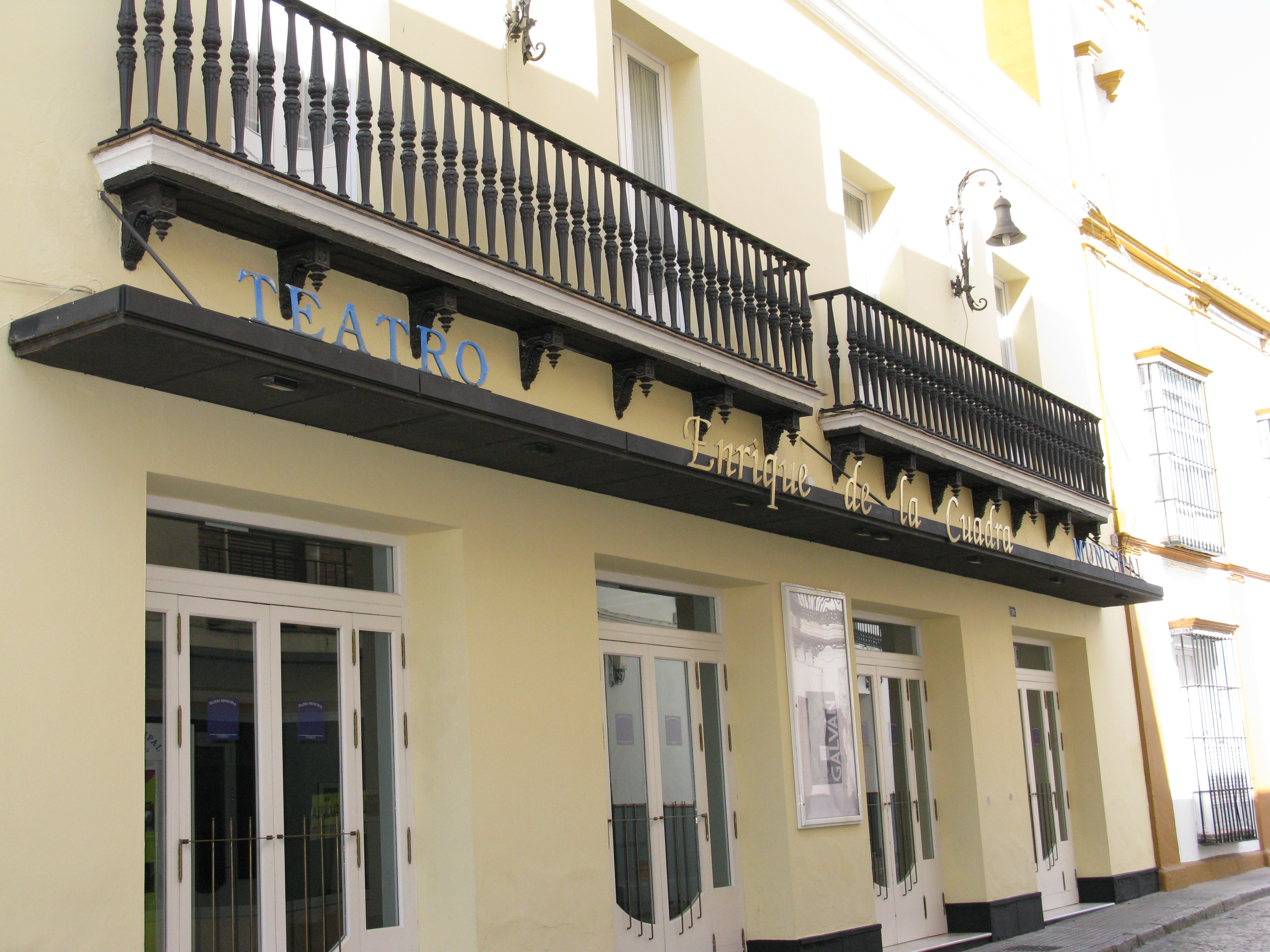
Exterior del teatro Enrique de la Cuadra en Utrera

Como filántropo mejoró la infraestructura urbanística de Utrera, dotándola de alcantarillado, pavimentando calles ya existentes y abriendo nuevas avenidas para conectar el centro con la estación de ferrocarril. Favoreció la actividad cultural, sufragando la construcción del primer teatro de Utrera que aún existe en el siglo XXI.